# Heinrich Kadelburg

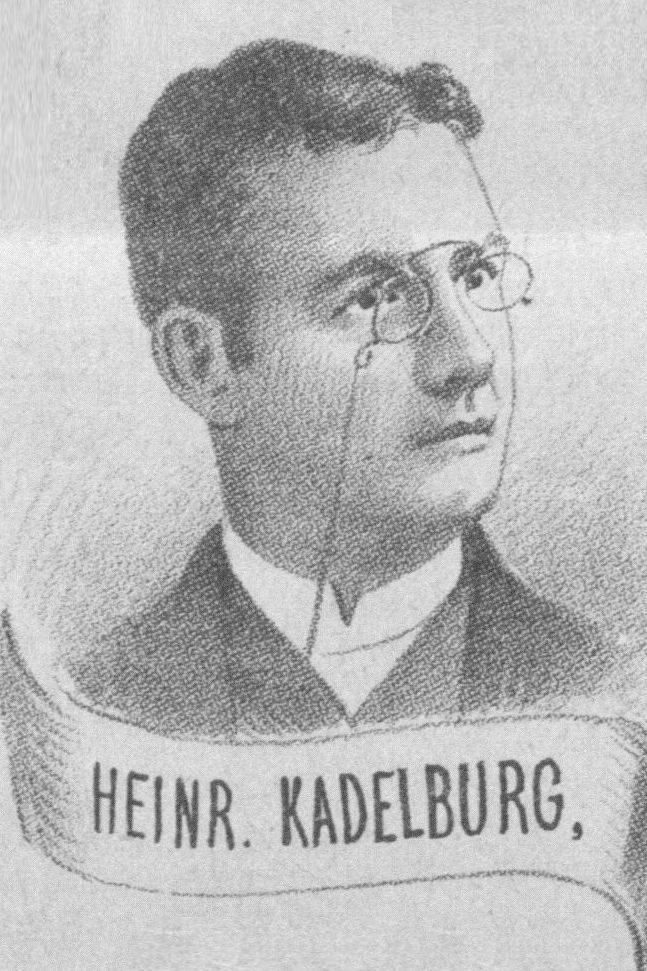
Heinrich Kadelburg im Jahre 1889

Heinrich Kadelburg (14. Februar 1856 in Pest – 13. Juli 1910 in Marienbad) war ein österreichischer Theaterschauspieler, -regisseur und -intendant.

## Leben
Heinrich Kadelburg, Bruder des Schauspielers Gustav Kadelburg, begann seine Schauspielerlaufbahn in Königsberg und war später an mehreren hervorragenden Bühnen engagiert, darunter in Karlsruhe, Petersburg und Wien. Er schiffte sich nach Amerika ein, wirkte in New York und San Francisco und führte die erste deutsche Schauspielergesellschaft durch die neue Welt.
Anlässlich der Gründung des deutschen Volkstheaters in Wien 1889 wurde er für diese Bühne gewonnen, woselbst er als „Graf Palmay“ in die Berühmte Frau debütierte.
Kadelburg, der anfänglich als Bonvivant auftrat, betätigte sich später fast ausschließlich als Regisseur und wirkte am Volkstheater höchst verdienstvoll.
Ab 1908 war er auch Mitdirektor des Carltheaters.